# Soulseek
Soulseek は、主に音楽の共有に使用されるP2Pのファイル共有ネットワークおよびアプリケーションである。
現在のSoulseekネットワークは、運営が同一である2番目のものである。旧ネットワークはクライアントのバージョン156まで使用されていたが、ユーザーの著しい非アクティブ化により閉鎖された。クライアントのバージョン157はMicrosoft Windows専用の最後のバージョンであり、2008年に開発が終了した。その後継として、SoulseekQtがWindows、macOS、Linux向けに提供されている。SoulseekQtは、バージョン157のクライアントインタフェースと比較して若干異なる機能を持っている。

## 主な特徴

### コンテンツ
P2Pファイル共有プログラムとして、アクセス可能なコンテンツはSoulseekクライアントのユーザーと、彼らが共有することを選んだファイルによって決定される。ネットワークには歴史的に多様な音楽が存在しており、アンダーグラウンドおよびインディペンデントアーティスト、未発表の音源（デモやミックステープなど）、海賊盤、ライブトラック、ライブDJセットなどが含まれるが、大手およびインディーズレーベルからのリリースも見つけることができる。

### 中央サーバ
Soulseekは、2つの中央サーバに依存している。1つは旧バージョン156クライアントおよびネットワークをサポートし、もう1つは新しいネットワーク（クライアント157およびQtに対応）をサポートしている。これらの中央サーバは、検索の調整やチャットルームのホスティングにおいて重要であるが、ユーザー間でのファイル転送には実際には関与せず、ファイルは当事者間で直接転送される（下記の「単一ソースダウンロード」を参照）。

### 検索
ユーザーはアイテムを検索することができ、検索語に一致する名前を持つファイルのリストが結果として返される。検索は明示的に行うことも、ワイルドカードやパターン、除外語を使って行うことも可能である。例えば、blue suede -shoesと検索すれば、名前にblueおよびsuedeを含むが、shoesを含まないファイルのリストが返される。
Soulseek検索エンジンに特有の機能として、検索結果にフォルダ名およびファイルパスが含まれる点がある。これにより、フォルダ名による検索が可能である。例えば、experimentalと入力すると、その名前のフォルダに含まれるすべてのファイルが返され、特定の音楽ジャンルのバンドやアルバムへの迅速なアクセスが可能となる。
検索結果リストには、ファイルの完全な名前とパス、サイズ、そのファイルをホストしているユーザー、当該ユーザーの平均転送速度、ビットレート、長さなどのエンコードされたトラックに関する簡単な詳細が表示される。検索リストは様々な方法で並べ替えが可能であり、個別のファイル（またはフォルダ）を選んでダウンロードすることができる。
Soulseekプロトコルの検索アルゴリズムは公開されておらず、サーバ上で実行される。

### 単一ソースダウンロード
Soulseekは、他のNapsterクライアントのようなマルチソースダウンロードや「スウォーミング」をサポートしておらず、要求されたファイルを単一のソースから取得しなければならない。これに対し、スウォーミングでは要求されたファイルを複数のユーザーから取得できるため、ファイルの断片が同時に複数のソースからダウンロードされ、通常はパフォーマンスの向上が見込まれる。

### BAN機能
すべてのSoulseekクライアントには、特定のユーザーをファイル要求から排除できるBAN機能が含まれている。これは、ファイルを取得するだけで自らは一切共有しない「ただ乗り」ユーザーや、チャット機能を通じた個人的な口論、あるいは単に大量のファイルをダウンロードして帯域を消費するなど、他の理由で迷惑をかけるユーザーに対応するためである。BAN機能は論争の的となることがあり、特に初期にはユーザーフォーラムで多く議論された。ダウンロード特権を持つユーザーであっても、BANされることはある。

### アルバムのダウンロード
他のP2Pクライアントと同様に、Soulseekでも検索結果リストから個別にファイルを選択してダウンロードできるが、Download Containing Folderオプションにより、アルバム全体のダウンロードが簡略化される。例えば、あるユーザーがアルバム全体の配布を容易にしたい場合、そのアルバムに関連するすべてのトラックをホストPC上の1つのフォルダにまとめておくことで、そのフォルダ内のすべてのトラックファイルを、このコマンド1つで順番に自動的にダウンロードできる。

### ファイル転送の監視
Soulseekクライアントには、アップロードおよびダウンロード中のファイルの進捗状況を監視・制御できる2つのファイル転送監視ウィンドウが搭載されている。

### ユーザープロフィール
ユーザーはプロフィールを作成でき、そこには自由形式の基本情報（例：自己紹介や「ファイル転送ルール」）のほか、好きなもの、嫌いなもののリスト、および任意で画像ファイルを含めることができる。これらの情報は、チャットルーム内のメンバー一覧や検索結果のファイル一覧からユーザー名を選択することで他のユーザーが閲覧可能である。
ユーザーが「好きなもの」に挙げた項目は、Soulseekコミュニティ内におけるその項目のグローバルランキングの取得や、同じ項目を「好きなもの」に挙げている他のユーザーからの推薦を得るためにも使用できる。

### ウィッシュリスト
Soulseek 156、157およびQtクライアントには、「ウィッシュリスト」機能が搭載されており、これは保存された検索として機能する。検索語をウィッシュリストのエントリとして入力すると、それぞれのウィッシュリスト項目がクライアントソフトウェアにより定期的に自動で検索実行され、該当する結果が返される。

### 特権
Soulseekソフトウェアは無料であるが、プログラム開発やサーバー維持費を支援するための寄付制度が存在する。寄付を行うことで、ファイルのダウンロード時に、非寄付ユーザーよりもキュー内で優先される特権が与えられる（ただし、そのファイルがLAN上で共有されていない場合に限る）。

## サポートフォーラムおよびブログ
他の多くのソフトウェアと同様に、Soulseekにはユーザーがソフトウェアの技術的な使用方法など、さまざまなトピックに関して支援を求めることができるフォーラムが存在する。現在はクライアント156および157、Qtをそれぞれサポートする別個のフォーラムが設けられている。最初のブログは2003年後半に作成された。

## 資金調達
Soulseekは完全に寄付によって資金を賄っており、広告やユーザー料金は存在しない。ニル・アルベルは2008年7月1日時点で以下のように述べている。
この機会を借りて、Soulseekによって得ている収入や我々の生活様式について流布されているいくつかの虚偽についても言及しておきたい。我々はその日暮らしの生活を送っている。数か月前には、優れた働きをしてくれていたシステム管理者のsierracatを財政的な理由で雇い続けることができず、解雇せざるを得なかった。我々はかなりの借金を抱えている。現在、フランスで法的な闘争を続けている。我々は貧困にあえいでいるわけでも飢えているわけでもないが、高級車を運転しているわけでもなく、たとえ欲しかったとしても到底手が届くものではない。金銭の話をするのは好まないが、全く根拠のない中傷に対しては、自分たちを弁護する必要があると感じている。最後に、Soulseekを利用し、たとえ大規模な人気や成功とまではいかずとも、意義ある経験へと育ててくれたすべての皆さんに感謝したい。ありがとう。

## 著作権問題
2003年、アーティストのSapphirecutは、自身の楽曲がユーザー間で共有されることを止めるためにSoulseekに連絡を取った。SoulseekのサーバーホストであるVerioがこの状況を把握すると、ネットワークを停止し、数週間にわたり利用できなくなった。
Soulseekは著作権侵害に反対しており、サービスの目的は無名アーティストの促進にあると主張している。
これは彼らのホームページに記載されている文章の引用である。
Soulseek®は著作権で保護された資料の共有を支持せず、またこれを容認するものでもない。ユーザーは、法的に共有が許可されている、または別途許諾を得ているファイルのみを共有・ダウンロードすべきである。
Soulseekは2008年にフランスの2つの音楽業界団体によって提訴された。これらの団体は、Soulseekが著作権で保護された作品への無許可アクセスを可能にするよう設計されていると主張した。

## 歴史
2000年頃のSoulseekの最初のユーザーベースは、主にIDMメーリングリストのメンバーで構成されていた。Soulseekで最初に見られた音楽の多くは、アンダーグラウンドの電子音楽や、ユーザー自身が制作した音楽であった。Soulseekのユーザーの支援を受けて、開発者のニル・アルベルは、新機能やバグ修正の要望に応じて、非常に頻繁にクライアントの新バージョンをリリースしていた。
Soulseekは、2001年にNapsterが閉鎖された際に最初の成長を遂げ、続いて2002年にAudiogalaxyが閉鎖されたことにより再び成長した。ニル・アルベルは、2003年12月26日に公開されたインタビューにおいて、当時すでに100万を超える登録ユーザー名が存在し、ピーク時には8万人から10万人のユーザーがログインしていると述べている。Audiogalaxyの閉鎖後にSoulseekユーザーが増加したことは、チャットルームの人数を比較すれば明らかであった。競合サービスが存在していた時期には、Soulseekで最も人気のあるチャットルームでも平均して50人程度であったが、閉鎖後にはそれらのチャットルームの人口は100人以上に増加した。
Soulseekは単なるファイル共有クライアントではなく、むしろコミュニティである。Soulseekでは、音楽の好みが似た他のユーザーと接続してファイルを共有したり、チャットをしたりすることができる。ユーザーは独自のチャットルームを作成し、同じ趣味を持つ他のユーザーを招待してお気に入りの音楽について議論することもできる。電子音楽シーンの多くのミュージシャンたちも、このSoulseekコミュニティの一員である。2004年の夏には、世界中のSoulseekユーザーがドイツのアウクスブルクで集まった。それ以来、毎年この集会はドイツ・アウクスブルクで開催されるデジタルアートフェスティバル「Lab30（アブラクサス劇場の番地である30に由来）」で続けられている。このイベントは、長年のSoulseekユーザーであるマンフレッド・ゲントハーと他のアウクスブルクの地元民によって主催されている。このフェスティバルは、世界中のデジタルミュージシャン、デジタルアーティスト、ネットレーベルを紹介することに重点を置いている。多くのSoulseekアーティストがこのフェスティバルでパフォーマンスを行い、多くの者がここで初めてライブ演奏を経験している。Lab30は初回から徐々に規模を拡大しており、Soulseekのミュージシャンやユーザーの集いの場であり続けている。参加者は通常ヨーロッパ全域およびアメリカ合衆国から訪れる。Lab30はアウクスブルクでよく知られたイベントであり、地元の音楽・芸術シーンから広く支持され、親しまれている。

### Soulseek Records
初期のSoulseekユーザーの多くは音楽プロデューサーでもあり、2002年にSoulseek Records（「SLSK Records」とは別物）が設立された。

### バージョン
最初のリリースはバージョン139で、これは2002年から2003年にかけて約12か月間運用された。サーバー変更に伴い、それに合わせて新バージョンがリリースされた。メインのインタフェースは初期からほとんど変わっていないが、チャットルーム「ticker」などの追加機能がバージョン156で導入された。
バージョン156は2005年に初登場した。その直後にテスト版のサーバー、バージョン157が設置され、2008年にはこれが主要クライアントとなった。
2008年7月6日以降、Soulseekクライアントは2つのバージョンが存在し、それぞれ完全に異なるユーザー、ユーザーグループ、ファイルを持っている。古いバージョンであるv.156は徐々に廃止されつつあるが、2011年8月時点ではまだ稼働しており、ユーザー数は少ないものの利用可能である。ユーザーにアップグレードの義務はなく、新規ユーザーが誤って156クライアントをダウンロードしてしまうこともある。
バージョン157の「テスト」ネットワークは、156クライアントの検索性能の低さを回避するために2005年から存在している。v.157 test 12cは2007年11月にリリースされた。最新のバージョンにはいずれも複数のバグが存在し、検索やダウンロードが停止したり、システムがハングする原因となることがある。
クライアントSoulseekQT Public Build 1は2011年4月19日にリリースされた。
旧クライアント（156および157）に関しては、非Windows系オペレーティングシステム向けの公式クライアントは開発されていなかったが、当時はいくつかの非公式なサードパーティ製クライアントが存在していた。サードパーティ製クライアントの開発は禁止されてはいなかったが、ネットワークルールの明示的な回避やコーディングエラーによってSoulseekネットワークに大きな悪影響を及ぼすことがあったため、推奨はされていなかった。

### 代替クライアント
Nicotine+は、現在は開発が終了したNicotineクライアントのフォークである。Nicotine+はグラフィカルインタフェースを使用し、Linux、BSD、Solaris、Windows、macOS上で動作する。現在はボランティアのチームによって保守されており、ソースコードはGitHubでホストされている。Gtk+3およびPython3を使用し、UPnPをサポートしている。安定版および不安定版のパッケージが、Alpine Linux Edge、Arch Linux、Debian、Fedora、Gentoo、Manjaro、NixOS、OpenBSD、Parabola、Solus、T2 SDE、Void Linux向けに提供されている。Nicotine+はバージョン2.0.0以降、Flatpakでも利用可能であり、Snapでも提供されている。
Nicotine+の前身であるNicotineは、現在は開発が終了しているが、すべてのUnix系システム（Mac OS Xなど）およびMicrosoft Windows上で動作していた。このクライアントは、元々のPySoulSeekプロジェクトに基づいている。現在でも、一部のLinux系システムのパッケージ配布元から入手可能である可能性がある。
PySoulSeekは、Pythonで記述されたSoulseekクライアントであり、Linux、FreeBSD、SolarisなどのUnix系OSで動作する。PySoulSeekはMac OS X上でも動作するが、いくつかの困難が伴う。
slskdおよびMuseek+は、クライアントサーバモデルを利用するSoulseekクライアントである。ただし、後者は現在開発が終了している。
Seekerは、最新のAndroidデバイス向けのSoulseekクライアントである。GoSeekは、Android Nougat以前の旧型Androidデバイス向けのSoulseekクライアントであった。
MewSeekは、元々はiSlskという名称で、脱獄されたバージョンのiOSを搭載したIPod touchおよびiPhone用のSoulseekクライアントであった。MewSeekは現在、Soulseekをサポートしていない。
Mac OS X用のクライアントには、Soulseex（ssX）およびiSoulが含まれていた。iSoulは、Solarseekという以前のクライアントに基づいていた。